# Joop Boutmy
Johannes Wouter „Joop“ Boutmy (* 29. April 1894 in Penang; † 26. Juli 1972 in Verona, New Jersey) war ein niederländischer Fußballspieler. Er bestritt zwischen 1912 und 1914 zehn Länderspiele für die niederländische Fußballnationalmannschaft und erzielte dabei ein Tor.